# Papija Hierapolski
Papija Hierapolski (oko 130.), apostolski otac.

## Život
Bio je biskup u Hierapolisu u Frigiji. Neki patrolozi (Harnack, Batiffol) osporavaju da je bio učenikom Ivana Apostola, kako to spominje sv. Irenej Lionski. Euzebije Cezarejski osporio je Irenejevo svjedočanstvo i zastupao da je Papija bio učenik nekog drugog Ivana. Sigurno je da je bio rođen u Hierapolisu ili u okolici tog grada. Umro je oko 171.g.

## Djela
- Tumačenja govora Gospodnjih. Od Euzebija doznajemo da je Papija napisao »pet knjiga« pod naslovom »Tumačenja govora Gospodnjih« (Logion kyriakon exegeseos). Djelo je nastalo najvjerojatnije pod carem Hadrijanom (117-138) ili možda pod Trajanom oko g.115. Djelo predstavlja prvi biblijsko-teološki pokušaj prikazivanja nauke Isusa Krista na osnovu Evanđelja i usmene predaje. Djelo je danas izgubljeno; sačuvano je samo nekoliko fragmenata kod drugih starih pisaca.

## Nauk
Papija je najznačajniji svjedok za Markovo evanđelje tvrdnjom kako je Marko bio Petrov tumač i da je točno zapisao, ali ne po redu, sve što je zapamtio od onoga što je Krist govorio ili činio. U vezi s Matejevim Evanđeljem Euzebije citira od Papije ovu rečenicu: »Matej je dakle hebrejskim dijalektom napisao govore, a svatko ih je tumačio kako je mogao« (HE 3, 39, 15). Vidljivo je iz ove Papijine rečenice da u njegovoj sredini nije bio još u upotrebi Matejev grčki tekst, nego da su pojedinci prevodili Evanđelje s hebrejskog na grčki kako su znali. Papiju općenito treba smatrati predstavnikom judeokršćanske teologije.

### Milenarizam
Potrebno je još napomenuti da je Papija zastupao milenarizam (tj. učenje da će Krist nakon uskrsnuća pravednika, a prije konačnog suda, vladati na zemlji kroz 1000 godina skupa s pravednicima koji će uživati u svakoj vrsti materijalnih dobara). Od Papije milenarističke ideje preuzima Irenej Lionski, dok ga Euzebije zbog toga kritizira, jer kaže da je krivo razumio ono što su apostoli govorili u mističkom smislu. 